# APT (album)
 For alternative betydninger, se APT. (Se også artikler, som begynder med APT)
APT er Nicoles 5. studioalbum og 7. pladeudgivelse. Albummet blev udgivet i 2006. 

## Spor
1. Si vienes por mí
2. Culpables
3. Bipolar
4. La última vez
5. No me confundas
6. 1-800-NASTY-SHOW
7. Veneno
8. Trapped in time
9. El camino
10. Rapture (og Blondie)